# Oberhausmuseum

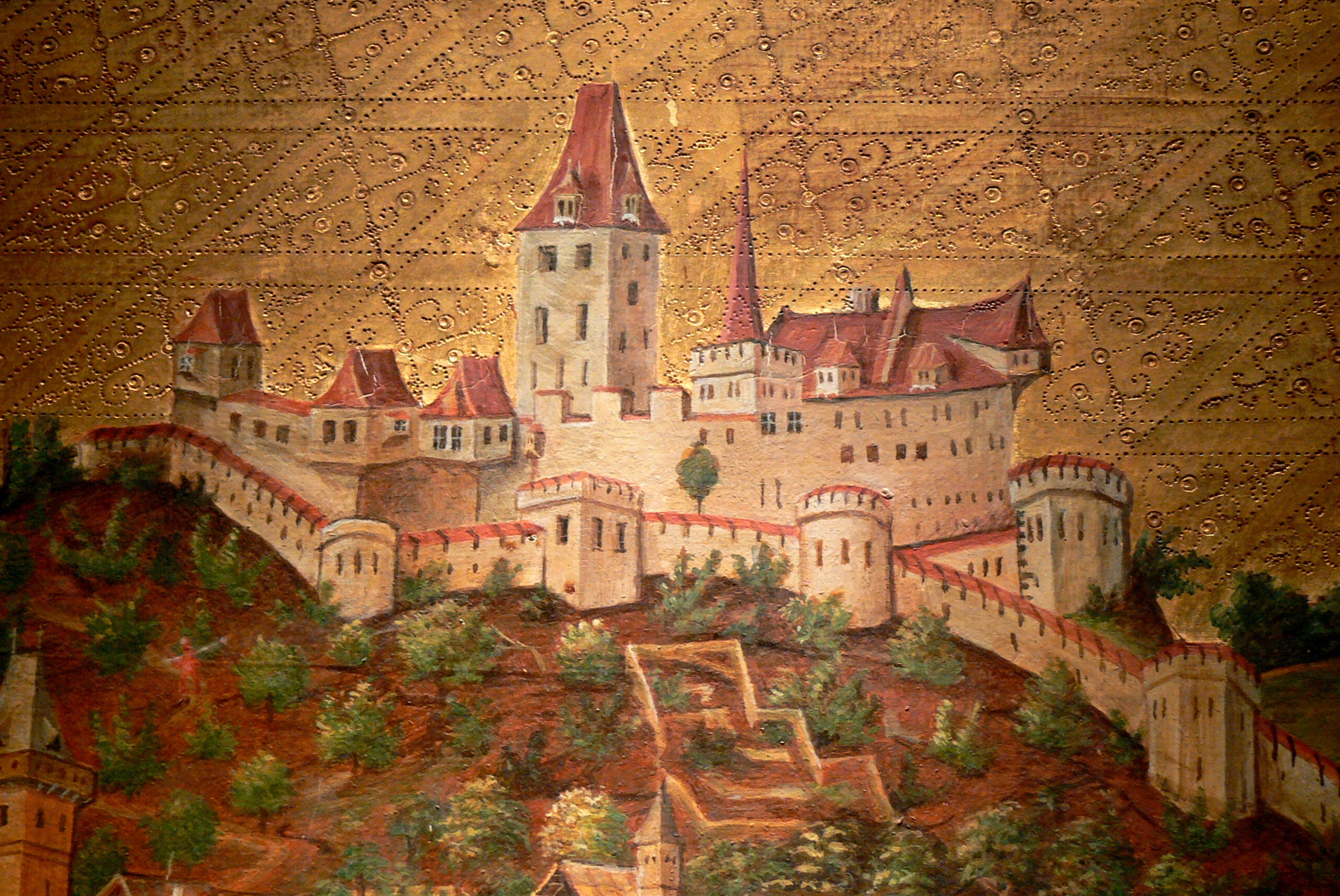
Veste Oberhaus im Mittelalter

Das Oberhausmuseum ist ein Museum über die Geschichte der Stadt und der Region Passau. Es ist in einer der größten erhaltenen Burganlagen Europas, der Veste Oberhaus, untergebracht. Die Ausstellungsfläche des Museums erstreckt sich auf 2.500 m² in verschiedenen Gebäudeteilen. Über einen Rundweg können acht Ausstellungskomplexe, der Aussichtspunkt Batterie Linde sowie ein Aussichtsturm besucht werden.

## Geschichte

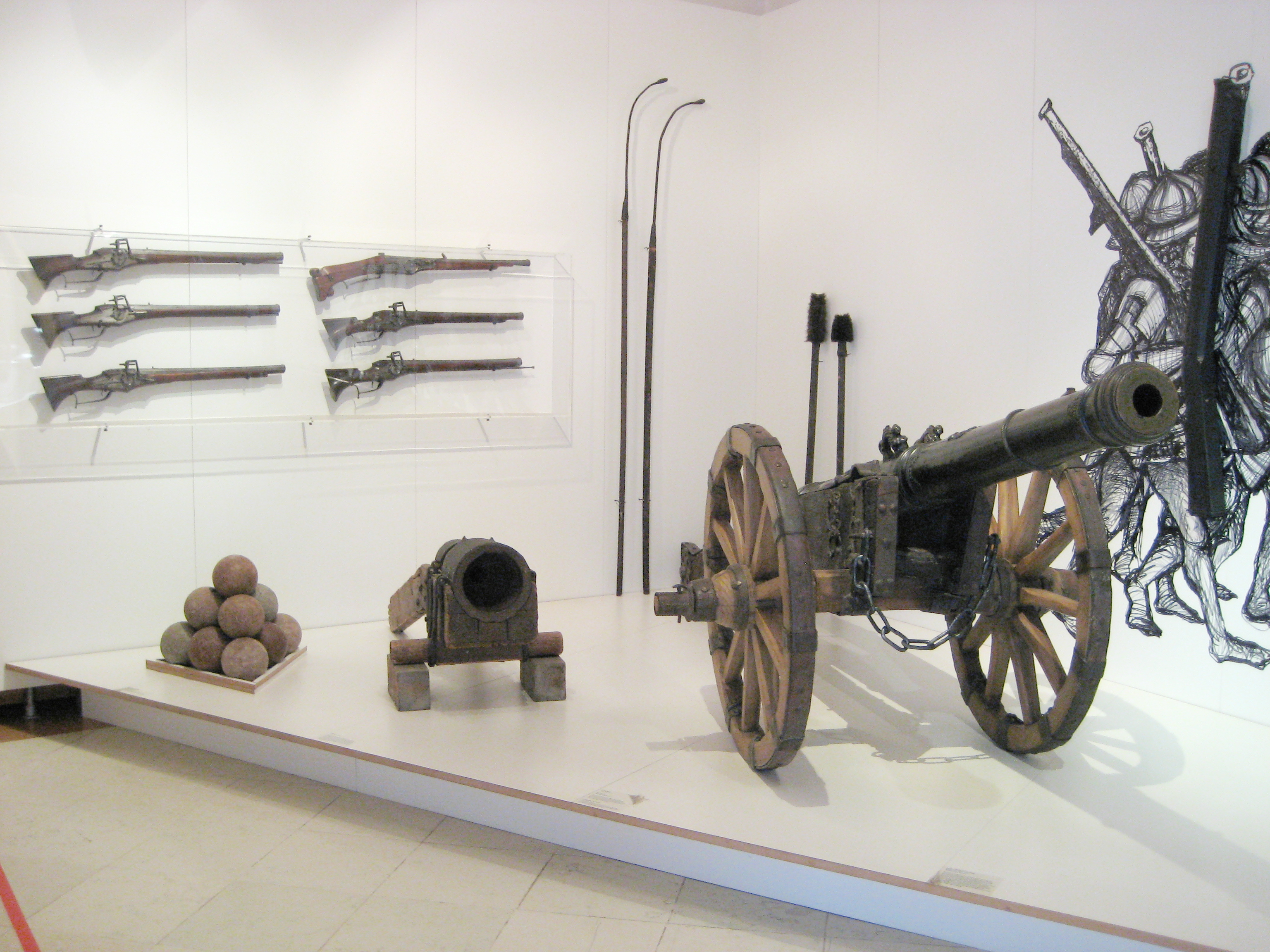
Kanone von 1726, Luntenspieß, Rohrwischer, Zündstange und Mörser

Die Passauer Museumsgeschichte begann 1885 und ist eng mit dem Namen Anton Niederleuthner (1845–1907), Oberamtsrichter und Gründer des Waldvereins Passau, verflochten.  In seinem Bestreben, Passau und den Bayerischen Wald dem Fremdenverkehr zu erschließen, hatte Niederleuthner den Observationsturm der Veste Oberhaus zu einer Art Museum ausgebaut.
1905 richtete Konservator Wolfgang M. Schmid mehrere Räume im Passauer Rathaus als Stadtmuseum ein. Die ersten Ausstellungsstücke waren u. a. Bodenfunde, Objekte zur fürstbischöflichen und bürgerlichen Stadt, Münzen, Waffen und volkskundliche Exponate.
1931 erwarb die Stadt Passau die Veste Oberhaus. 1932 wurde der Bestand des bisherigen städtischen Museums dorthin verlegt. Die Eröffnung erfolgte im Herbst. Am 20. Mai 1933 wurde es mit einigen Umbauten und Erweiterungen erneut als Ostmarkmuseum eröffnet. 1933 wurde das marode Waldvereinsmuseum aufgelöst; einige Stücke gingen in das Ostmarkmuseum über.
Unter Oberbürgermeister Max Moosbauer wurden ab Mai 1937 einige Räume zu repräsentativen Gästeräumen umgestaltet. Die übrigen Museumsräume waren weiterhin zugänglich. Im Mai 1945 nahmen US-Truppen die Veste ein und nutzten diese von Juli 1945 bis Februar 1946 als Erholungsheim („rest center“) für amerikanische Soldaten. Nach der Einrichtung eines Hilfskrankenhauses für Tuberkulose und Geschlechtskrankheiten in der Burganlage im Februar 1946 wurde am 26. August 1952, wenige Wochen nach der Auflösung der Krankenanstalt, das neu geschaffene Oberhausmuseum eröffnet.

## Museumsleiter
- 1932–1935: Max Heuwieser
- 1935–1937: Georg Weinholzer jun.[6]
- 1937–1938: Wolfgang M. Schmid
- 1939–1945: Wilhelm Leidl[7]
- 1952–1968: Hans Karl Moritz[8]
- 1969–1995: Christa Hartl
- 1996–2001: Richard Loibl
- 2002–2016: Max Brunner[9]
- seit 2016: Stefanie Buchhold

## Sammlungen

### Städtische Sammlung
Das Inventar von circa 400 Objekten aus der Gründungszeit des ersten städtischen Museums im 19. Jahrhundert bildet den Grundstock der Museumseinrichtung. Zu nennen sind hier insbesondere Geschütz- und Handfeuerwaffen, eine gusseiserne Kanone (Mörser) um 1400, Blank- und Stangenwaffen und die bedeutenden „Passauer Wolfsklingen“. Weitere zentrale Objekte sind eine Urkundentruhe aus Leder von 1299, Eichmaße des 15. und 18. Jahrhunderts des Passauer Rats, eine Truhe aus dem Salzstadel von 1540, die Ausstattung der letzten Passauer Nagelschmiede sowie Verkaufstisch und Wandschrank eines Tuchladens aus der Mitte des 19. Jahrhunderts.
Für das 1952 neu gegründete Oberhausmuseum wurden Münzen und Medaillen aus der fürstbischöflichen Regierungszeit, eine goldene Gedenkmünze von 1764, gefertigt zum Einzug des Fürstbischofs Leopold Graf von Firmian, sowie drei aufwändig bestickte Bahrtuchschilder der Fischerzunft von 1561 erworben.
Der Museumsbestand verfügt dazu über klassische Bestände zur Stadtgeschichte wie Handwerksgerätschaften und Zunftgegenstände, Goldschmiedekunst sowie eine umfangreiche grafische Sammlung mit 3.000 Blättern, insbesondere Veduten von Stadt und Region vom 15. bis zum 21. Jahrhundert.

### Neue Sammlung
Die sogenannte Neue Sammlung umfasst künstlerische Bestände der Region des 20. und 21. Jahrhunderts, z. B. den umfangreichen Nachlass von Paula Deppe oder Werke von Margarete Schneider-Reichel als Dokument der politischen Propaganda und Ideologie der Kunst des Nationalsozialismus. Die Gegenwartskunst ist u. a. vertreten durch Fotoserien von Rudolf Klaffenböck sowie grafische Werke von Rudolf Huber-Wilkoff.

### Porzellansammlung
Die Porzellansammlung umfasst etwa 1.000 Objekte aus dem 19. und frühen 20. Jahrhundert. Die Stücke sind in der Passauer Porzellanfabrik gefertigt worden, die mit kurzen Unterbrechungen von 1776 bis 1952 existierte. Die Sammlung reicht von Burgfräuleins und Rittern, Kostümfiguren, napoleonischen Soldaten bis hin zu zahlreichen Tierfiguren und modernen Menschenbildern.

### Böhmerwaldsammlung
Die Sammlung besteht aus etwa 1.000 Objekten, die überwiegend aus Schenkungen von Vertriebenen des Böhmerwaldes und deren Nachkommen stammen. Neben Hausrat und Kleidung konnten 1945 nur einige wenige persönliche Gegenstände mitgenommen werden. So liegt der Schwerpunkt der Sammlung auf Handwerksgerätschaften, böhmischem Glas, religiösen Objekten und einer Vielzahl von Textilien.
Die Ausstellungsthemen sind Geografie und Kultur des Raums Böhmerwald, Exponate zum Dichter Adalbert Stifter, dem bäuerlich geprägten Alltag, die Vertreibung sowie Aussiedlung der deutschen Bevölkerung nach dem Zweiten Weltkrieg. Zur Schausammlung gehört auch ein Bücherbestand von 3.400 Titeln, die in der Universitätsbibliothek Passau verwahrt werden.

### Feuerwehrgerätesammlung
Zur Sammlung von Feuerlöschrequisiten aus ganz Niederbayern gehören lederne Feuerlöscheimer, Feuerlöscher, Holzleitern, Uniformen und Helme. Aus der Frühzeit der Brandbekämpfung existieren zwei seltene Spritzenwägen und drei Handspritzen aus dem 17. Jahrhundert.

### Archäologische Sammlung
Bei Grabungen im Gebiet der Veste zwischen 1976 und 1997 wurden auf vierzehn Fundstellen Knochen-, Holz-, Glas-, Leder- und Keramikfragmente gesichert. Darunter waren Salbentöpfe, einzigartige Maßwerkkacheln und über 700 Tonpfeifenköpfe. Ausgewählte Funde bilden heute den Grundstock der Ausstellung „Irdisches Leben“.

### Diözesansammlung
Die Reihe spätgotischer Tafelbilder und Skulpturen entstammen der Sammlung des Passauer Bischofs Heinrich von Hofstätter. Die Kunstwerke sollten ursprünglich als Fundus für die Aufstellung in Kirchen dienen. Ein Großteil der Werke kam 1933 als Diözesanmuseum des Bistums ins neu gegründete Ostmarkmuseum. 1944 erfolgte die Auslagerung ins Kloster Vornbach und 1959 der Rücktransport ins Oberhausmuseum.

### Hans Wimmer Sammlung
Die Sammlung Hans Wimmer wurde 1987 eröffnet. Sie beruht im Wesentlichen auf einer Schenkung des Künstlers an die Stadt Passau und gewährt einen Überblick über Werk und Schaffen des figürlichen Bildhauers. Die von Wimmer selbst konzipierten Räume präsentieren seine Porträtkunst sowie die Darstellung von Menschen und Tieren.

## Dauerausstellungen

### Passau – Mythos und Geschichte

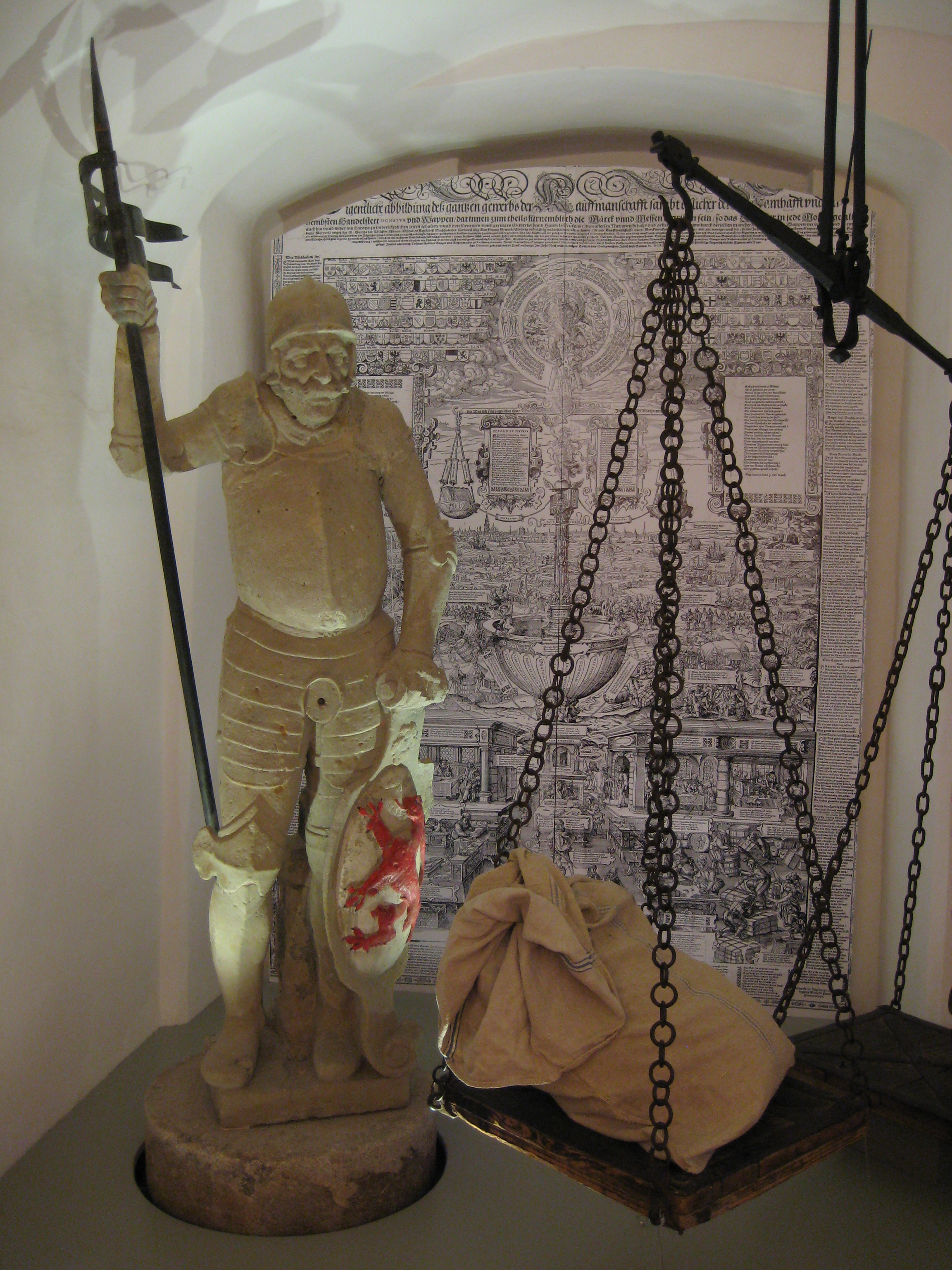
Brunnenfigur

Der Ausstellungsbereich, der 2007 nach Umbau und Abschluss der Neukonzeption eröffnet wurde, gibt auf ca. 1000 m² einen umfassenden Einblick in die Geschichte der Stadt Passau von den keltischen Anfängen bis zum Ende des Fürstbistums 1803. Durch thematische Schwerpunkte wie zum Beispiel Erhebung zum Bischofssitz und Entwicklung zum Hochstift wird ein geschichtlicher Überblick angeboten. Multimediale Stationen und Inszenierungen vermitteln Wissenswertes zu Themen wie Salzhandel oder die wehrhafte Stadt sowie zu feierlichen Ereignissen wie der Hochzeit Kaiser Leopold I. (1676). Dokumente adeliger Repräsentation sind der kaiserliche Schmuckanhänger (1690), die Ölskizze von Ferdinand Wagner zur Kaiserhochzeit (1893) oder die Votivkrone von Herzogin Hedwig Jagiellonica.

### Faszination Mittelalter – Irdisches Leben und Himmlisches Streben
Der größte Ausstellungskomplex trägt den Titel Faszination Mittelalter – Irdisches Leben und Himmlisches Streben. Im Ausstellungsteil Irdisches Leben liegt der Schwerpunkt auf dem Leben in einer mittelalterlichen Burg. Dabei wird am Beispiel Veste Oberhaus (die als Burg selbst als architektonisches Ausstellungsstück zu sehen ist) ein Einblick in Zeitgeist und Lebensumstände der Menschen geboten. Verdeutlicht wird beispielsweise die damalige Ess-, Wohnkultur und das Freizeitverhalten. In einem extra eingerichteten dunklen Kälteraum werden die Licht- und Temperaturverhältnisse auf der Burg wie vor mehr als 500 Jahren erlebbar gemacht.
In Himmlisches Streben wird der Zusammenhang von Kunst und Religion näher beleuchtet. Anhand zahlreicher kunsthistorisch bedeutender Tafelmalereien, Reliefs, Skulpturen und Votivgaben bekommt man einen Überblick über damalige Volksfrömmigkeit und Wallfahrtswesen.

### Das Geheimnis der Bruderschaft

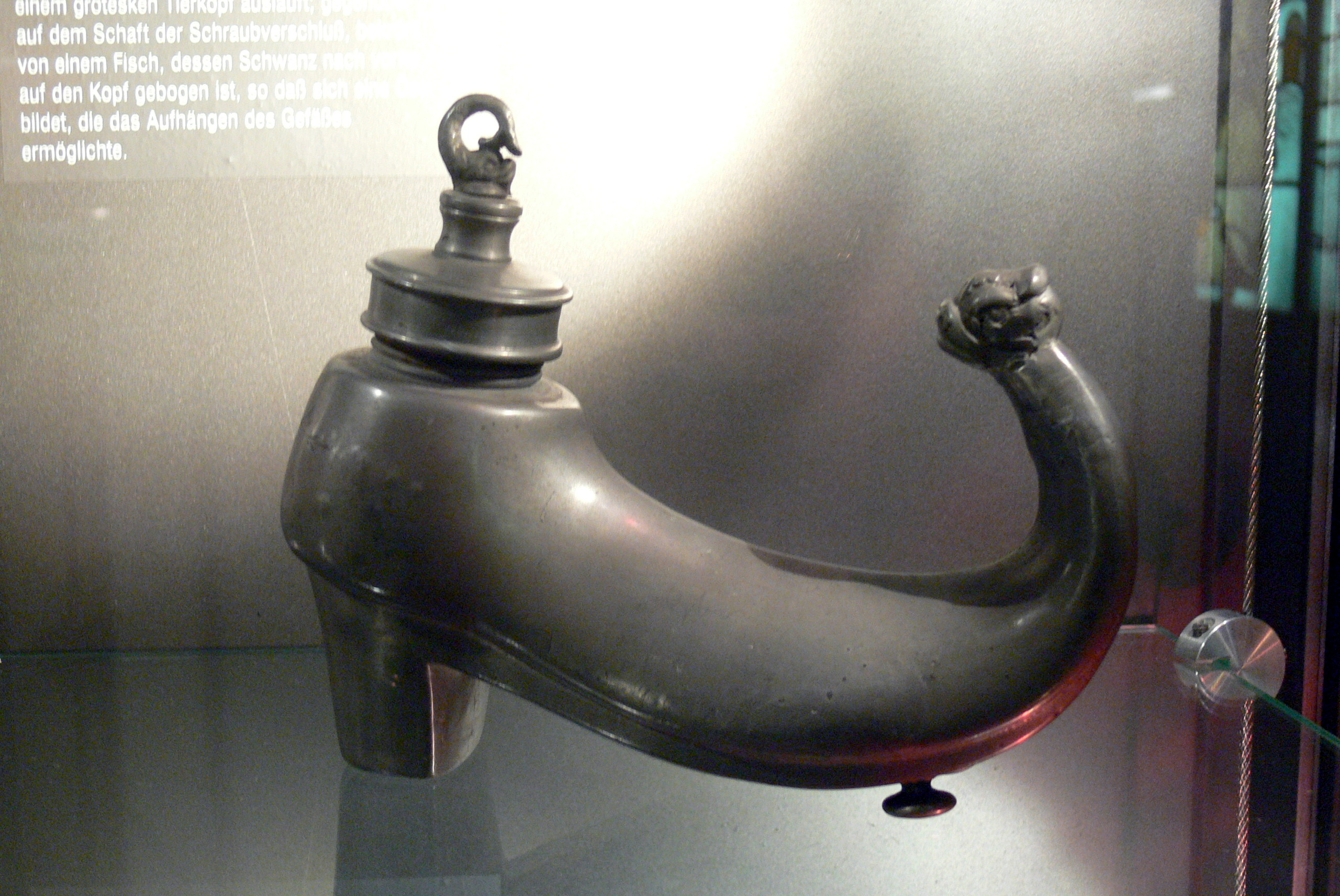
Pokal der Schusterzunft

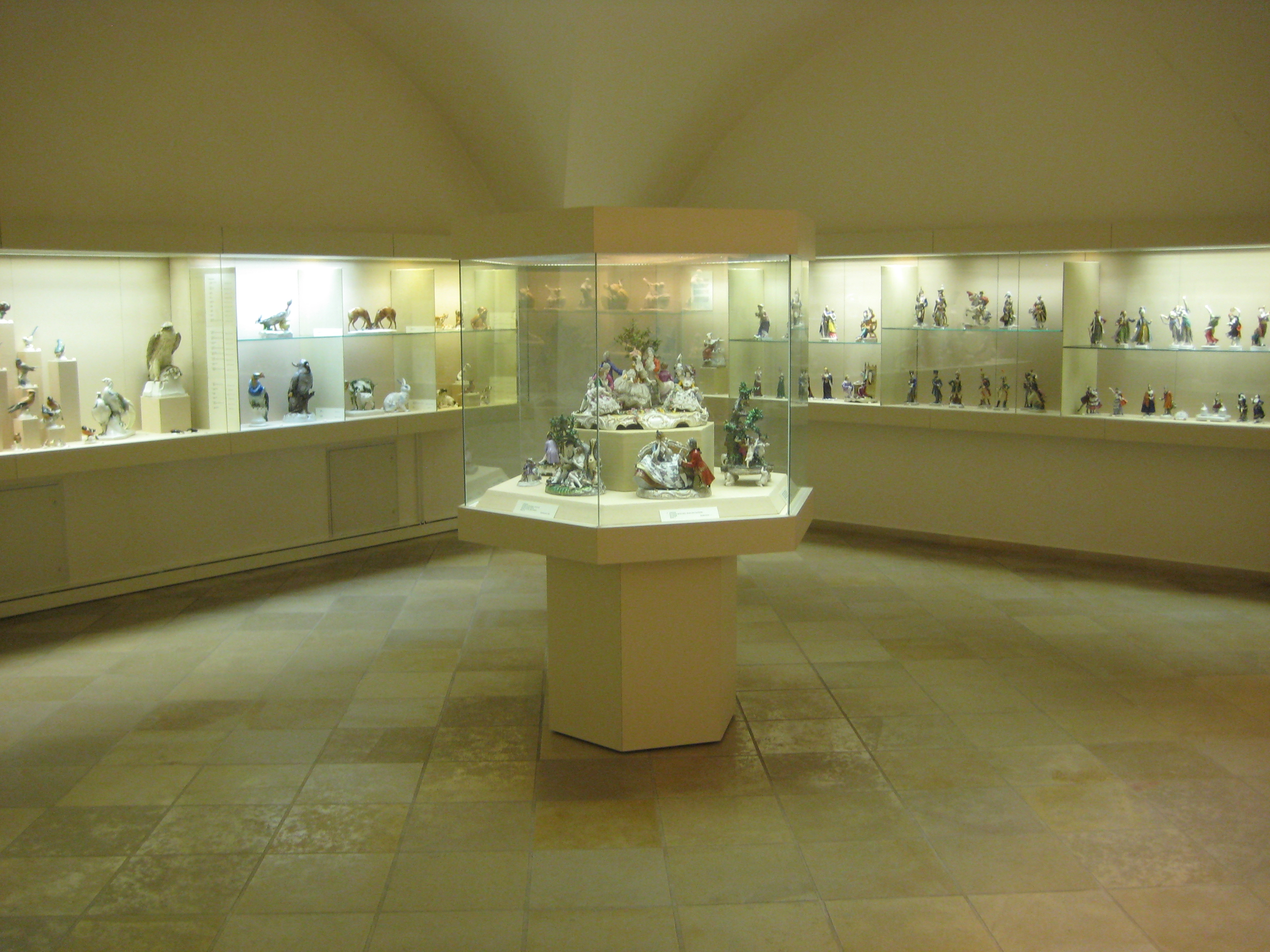
Passauer Porzellan

Im Ausstellungsteil Das Geheimnis der Bruderschaft werden Aspekte von Zunft, Handwerk und Bruderschaften gezeigt. Die Ausstellung ist im ehemaligen Keller des sogenannten Fürstenbaus untergebracht. In den Gewölberäumen werden für die Stadt Passau prägende Zünfte wie Salzfertiger, Wachszieher und Lebzelter vorgestellt.

## Aussichtspunkte

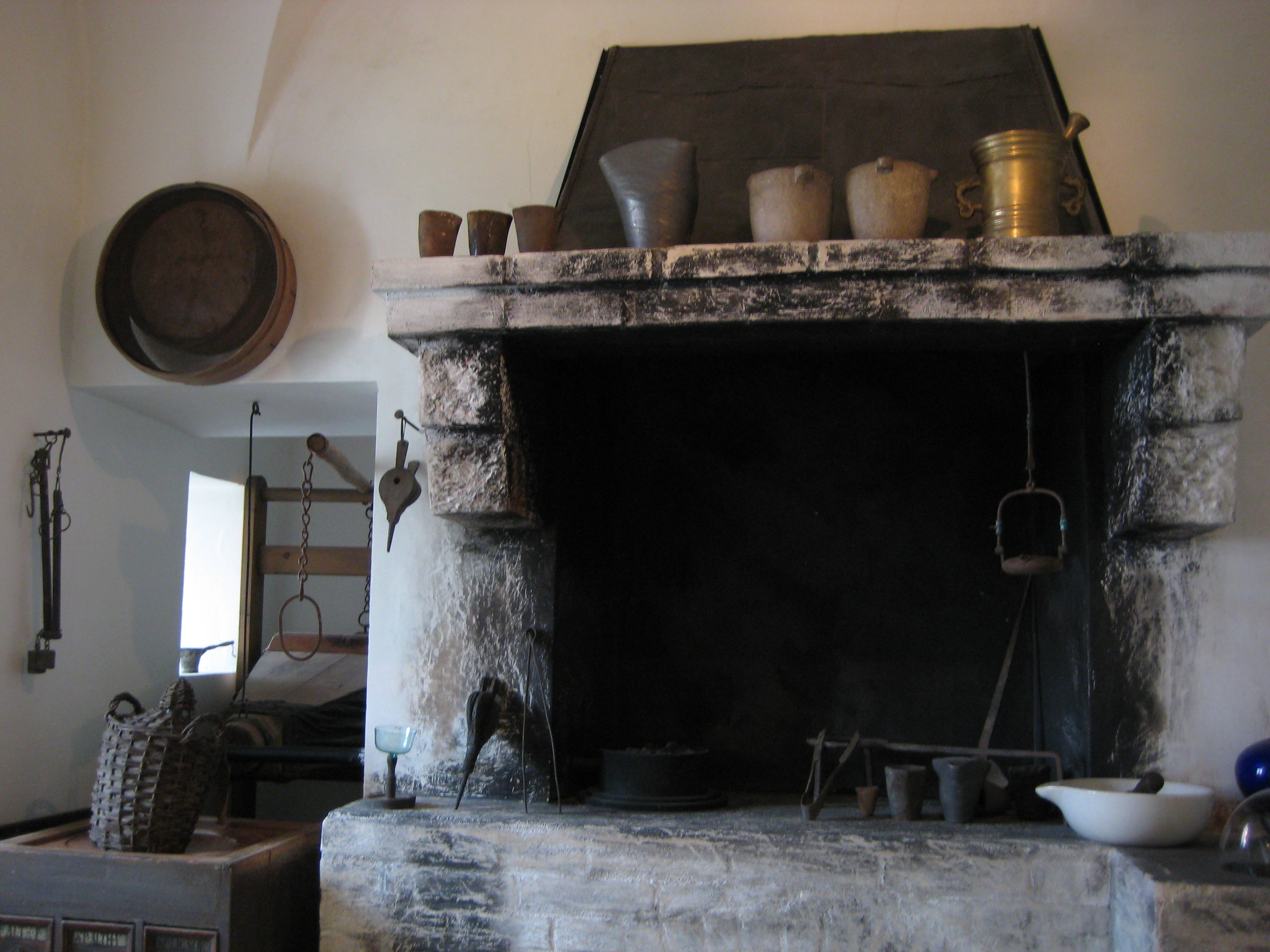
Historische Apotheke

### Batterie Linde
Umgeben von einer der ältesten Wehrmauern der Veste Oberhaus bietet sich auf dem Aussichtsplateau ein Blick über die Stadt Passau und auf den Zusammenfluss der drei verschiedenfarbigen Flüsse Inn, Donau und Ilz.

### Aussichtsturm
Im Observationsturm aus dem 18. Jahrhundert erzählt die 2019 neu konzipierte multimediale Ausstellung die Geschichte des deutsch-österreichischen Grenzraums. Auf einem interaktiven Landkartentisch kann man sich über das territoriale Herrschaftsgefüge informieren, die weitverzweigten Handelswege erkunden und die wehrhafte Burgenlandschaft der Region entdecken. Im Weg durch den neun Meter hohen Zeitturm zur Aussichtsplattform befindet sich eine dreidimensional präsentierte Festungsgeschichte.